# ホベルト・オルランド・アフォンソ・ジュニオール
ホベルト（Roberto）こと、ホベルト・オルランド・アフォンソ・ジュニオール（ポルトガル語: Roberto Orlando Affonso Júnior、中国語: 羅拔圖、1983年5月28日 - ）は、ブラジル・サンパウロ出身の元プロサッカー選手。現役時代のポジションはDF。元香港代表。

## 経歴
ブラジルのサンパウロで生まれ、サントスFCでユース時代を過ごし、2005年にプロデビューを果たした。
2017年6月18日、2年契約で富力足球に移籍をした。
2020年10月14日、富力足球が新シーズンの香港プレミアリーグから撤退したため、クラブを去ることになった。
2021年2月17日、傑志体育会が獲得を発表した。

## 代表歴
ブラジルで生まれ育ったが、9年間の滞在の後、香港に帰化した。香港代表に招集され、FIFAワールドカップ予選のカタール戦で代表デビューした。